# Садки (Приднестровье)
Садки — село в Каменском районе непризнанной Приднестровской Молдавской Республики. Вместе с селом Катериновка входит в состав Катериновского сельсовета.